# La ville est tranquille
La ville est tranquille is een Franse film van Robert Guédiguian die werd uitgebracht in 2000.
Guédiguian schildert opnieuw een portret van zijn geliefde geboortestad door het in beeld brengen van het wel en vooral het wee van een aantal van zijn inwoners. 

## Samenvatting
Marseille, het jaar 2000. Michèle, een vrouw die in de visafslag werkt, is het centrale personage. Rond haar cirkelen een aantal figuren. Ze woont in een appartement, samen met haar dochter Fiona, die een baby heeft waarvan ze niet weet wie de vader is. Bovendien zit haar dochter aan de drugs en betaalt ze haar dagelijkse dosis door zich te prostitueren. 
Wanneer Michèle daarachter komt, richt ze zich tot Gérard, een caféhouder en haar jeugdliefde. Gérard, een zwijgzame, ietwat norse man met contacten in het milieu, zal haar de nodige dosissen bezorgen. Haar echtgenoot is al jaren werkloos. Hij is agressief en maakt om het minste ruzie.
Paul is een ex-dokwerker die zich met zijn afscheidspremie een taxi aangeschaft heeft. Zo ontmoet hij Michèle die hem tegen betaling seksuele diensten verleent om de drugs voor haar verslaafde dochter te kunnen bekostigen. Hij is een introverte, sociaal geïsoleerde man die niets anders doet dan zijn ouders voorliegen. En dan zijn er nog Viviane die het linkse salondenken van haar man beu is, Abderamane, een kleurling die gelouterd uit de gevangenis gekomen is, en vanaf nu zijn broeders wil bijstaan en Ameline. Allen worstelen op hun eigen manier met het leven in een stad die misschien wel niet zo rustig is.

## Rolverdeling
| Acteur                 | Personage                        |
| ---------------------- | -------------------------------- |
| Ariane Ascaride        | Michèle                          |
| Jean-Pierre Darroussin | Paul                             |
| Gérard Meylan          | Gérard                           |
| Pascale Roberts        | moeder van Paul                  |
| Jacques Boudet         | vader van Paul                   |
| Christine Brücher      | Viviane Froment                  |
| Jacques Pieiller       | Yves Froment                     |
| Julie-Marie Parmentier | Fiona                            |
| Pierre Banderet        | Claude                           |
| Alexandre Ogou         | Abderamane                       |
| Véronique Balme        | Ameline                          |
| Frédérique Bonnal      | mevrouw Préférence Nationale     |
| Jacques Germain        | mijnheer Préférence Nationale    |
| Alain Lenglet          | pianoverhuizer                   |
| Amar Toulé             | Momo, broer van Abderramane      |
| Patrick Bonnel         | de postbeambte                   |
| Yann Trégouët          | de jongere die Gérard provoceert |
| Philippe Leroy         | René                             |